# Schafhof (Petersaurach)
Schafhof is een plaats in de Duitse gemeente Petersaurach, deelstaat Beieren.